# Курляндська група військ
Курляндська група військ (рос. Курляндская группа войск) — тимчасове оперативне об'єднання радянських військ Ленінградського фронту та з'єднань розформованого 2-го Прибалтійського фронту під час німецько-радянської війни.

## Формування Курляндської групи військ
| Назва                    | Сформована                                               | У складі             | Час існування            | Бойовий шлях битви, операції, бої | Бойовий шлях битви, операції, бої | Склад                                                              | Подальша доля | Командувачі   |
| Назва                    | Сформована                                               | У складі             | Час існування            | Оборонні                          | Наступальні                       | Склад                                                              | Подальша доля | Командувачі   |
| ------------------------ | -------------------------------------------------------- | -------------------- | ------------------------ | --------------------------------- | --------------------------------- | ------------------------------------------------------------------ | ------------- | ------------- |
| Курляндська група військ | з військ Ленінградського та 2-го Прибалтійського фронтів | Ленінградський фронт | 1 квітня — 9 травня 1945 | Не брала участі                   | Курляндський мішок                | 6-та гв. А, 10-та гв. А, 1-ша УдА, 4-та УдА, 42-га, 51-ша 15-та ПА | розформована  | Говоров Л. О. |